# Šoferja
Šoferja (srbohrvaško Kamiondžije) je bila jugoslovanska humoristična televizijska nadaljevanka, ki je bila premierno predvajana leta 1972.
Serija 10 epizod po 52 min. je predstavljala zgodbo dveh šoferjev Živadina Jareta Jarića (igral Miodrag Čkalja Petrović in Pavleta Paja Čuture (Pavle "Paja" Vuisić), ki se na svojih poteh zapletata v številne komične dogodke.
Po 10-letnem premoru je bila posneta druga serija, poimenovana Šoferja 2.